# Phrynobatrachus brevipalmatus
Phrynobatrachus brevipalmatus é uma espécie de anfíbio da família Petropedetidae.
É endémica de Angola.
Os seus habitats naturais são: marismas de água doce e marismas intermitentes de água doce.